# La Serenísima
La Serenísima es un grupo empresarial argentino fundado por Teresa Aiello y Antonino Mastellone en 1929, en la localidad de General Rodríguez, Provincia de Buenos Aires. Junto a su rival Sancor, son empresas líderes en el mercado argentino.

## Historia
La Serenísima fue creada el 29 de octubre de 1929 tras el casamiento de Antonino Mastellone y Teresa Aiello. En 1935 comienzan con el reparto tras la compra de su primer camión y los productos de la empresa láctea empiezan a llegar a Buenos Aires.
En 1952 se empiezan a realizar los primeros análisis para comprobar el tenor graso y la acidez de la materia prima. Además en el mismo año fallece Antonino Mastellone quedando Pascual Mastellone como propietario de la empresa.En 1960 comienzan a procesar leche pasteurizada y en 1961 comienza a vender la leche pasteurizada en las primeras botellas de vidrio.
En 1962 crea la inspección de tambos y en 1963 comienza a elaborar yogur en Argentina, en 1967 comienza a elaborar dulce de leche y se reemplaza la botella de leche verde por una transparente litografiada. En 1968 reemplaza la botella por el sachet.
En los años 1970 empieza a producir Leche en Polvo-Manteca-Leche Reducida en Lactosa. En 1982 impone el sello de calidad LS en sus productos y en los años 1990 lanzan al mercado la Leche Ultrapasteurizada-Leche Cultivada-Leche con Hierro.
En 1996 concreta una alianza con el Grupo Danone para la elaboración, comercialización y distribución de las líneas de yogures y postres de la marca argentina. En los años 2000 lanza la Leche Serecol, Mundialito La Serenísima y varios productos lácteos junto al Grupo Danone.
En los años 2010 lanzan más productos en alianza con Grupo Danone y Cabrales y otros productos derivados de los lácteos producidos solamente por la empresa.
Actualmente un 51,22 % de la empresa pertenece a Arian Oliver Hermanos mientras que el otro 48.78 % esta divididido entre Arcor y Bagley quien pertenece a Arcor en un 36 % y al Grupo Danone en un 66 %.
Las aguas como Ser son producidas por Aguas Danone Argentina (Grupo Danone en un 51 % y Compañía de Cervecerías Unidas en un 49 %) y las galletitas como Cindor son producidas por Bagley. A la vez los postres son producidos íntegramente por Danone junto a los quesos.
En septiembre de 2024, la empresa anunció que el 63% del suministro energético de la compañía proviene de energía renovable, tras firmar un convenio con MSU Argentina.

## Dirigible La Serenísima
El Dirigible La Serenísima fue una aeronave fabricada por la Airship Industries modelo 600HL (con la góndola más pequeña del modelo 500HL), matrícula N-601-LP, usada con fines publicitarios de la empresa, que surcó los cielos argentinos entre 1995 y 1996. Este dirigible había sido fabricado en Estados Unidos y armado en la ciudad bonaerense de San Nicolás. El primer esquema de color con el que voló incluía de un lado de la aeronave el logo de la empresa y por el otro la leyenda "Toma yogur con GG", la cual posteriormente fue reemplazada por otro logo de la empresa en color verde, volando con este esquema hasta su retiro. Medía 20 m de altura y 70 m de largo. Su altitud de crucero era de entre 300 y 500 m, con una altura máxima de vuelo de 1000 m. Contaba con dos motores Porsche, una capacidad de 63.000 m³ de helio y podía transportar dos tripulantes y cinco pasajeros. El 23 de noviembre de 1996 la aeronave cayó a tierra en campos del entonces gobernador Carlos Reutemann cuando se dirigía al Aeropuerto Sauce Viejo para reabastecerse. La tripulación resultó ilesa.

## Segundas Marcas
Armonía - Casanto - Fortuna - García - Gran Compra - La Martona - Ser.

### Lácteas
- Leche Clásica
- Leche Más Liviana
- Leche Liviana
- Leche Menos Calorías
- Reducida en Lactosa
- Fibractiva
- Con Hierro
- Protein
- Manteca Calidad Extra
- Manteca Untable Light
- Queso Rallado-Hebras
- Crema de Leche
- Topping
- Serecol3
- Queso en Fetas
- Queso en Cubos
- Ricotta
- Finlandia
- CasanCrem junior
- Mascarpone
- Dulce de Leche Colonial

- Yogurísimo
- CasanCrem
- Vidacol
- Cindor
- Danette
- Serenito
- Ser
- Danonino
- Actimel
- Activia

### Aguas
La Serenisíma
- Ser

### Galletitas
La Serenisíma
- Cindor
- Ser

## Otras marcas lácteas de Argentina
- Ilolay
- La Paulina
- La Suipachense
- Milkaut
- Manfrey
- SanCor
- Verónica
- Las Tres Niñas
- Nestlé
- Nuevo Amanecer
- Tregar